# Sibirski savezni okrug
Sibirski savezni okrug (ruski: Сиби́рский федера́льный о́круг) je jedan od sedam ruskih saveznih okruga.
Središnji je od tri ruska azijska okruga.
U 2006. godini osoba koja trenutačno obnaša dužnost polpreda je Anatolij Kvašnjin.
Ne valja miješati ovu upravnu jedinicu s cijelim Sibirom, koji uključiva cijeli azijski dio Rusije osim tihooceanskog priobalja.
Sibirski savezni okrug obuhvaća iduće upravne jedinice:
| 1. Altaj 2. Altajski kraj 3. Burjatija 4. Čitska oblast 4a. Aginskoburjatski autonomni okrug 5. Irkutska oblast 5a. Ustordinski autonomni okrug 6. Hakasija 7. Kemerovska oblast 8. Krasnojarski kraj 8a. Evenčki autonomni okrug 8b. Tajmirski autonomni okrug 9. Novosibirska oblast 10. Omska oblast 11. Tomska oblast 12. Tuva |

## Vanjske poveznice
- Službena stranica: Rusko savezno katastarsko središte – Administrativni zemljovidi Ruske Federacije (tumač na ruskome)  Arhivirana inačica izvorne stranice od 2. travnja 2004. (Wayback Machine)
- https://web.archive.org/web/20040404182505/http://baikaland.tripod.com/russia/sfo.html
- Slike Sibirskog saveznog okruga